# Панцерники класу «Ерцгерцог Карл»

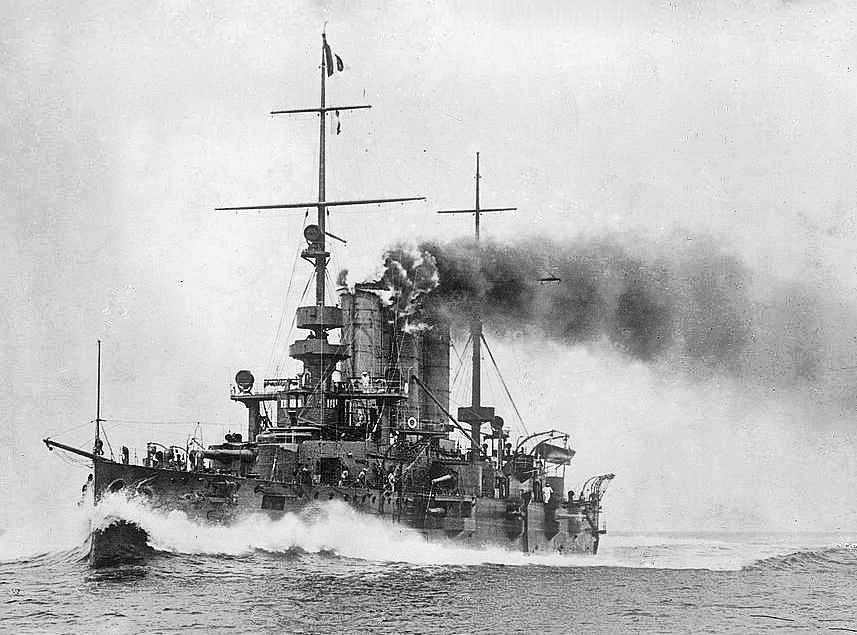
«Ерцгерцог Фердинанд Макс»

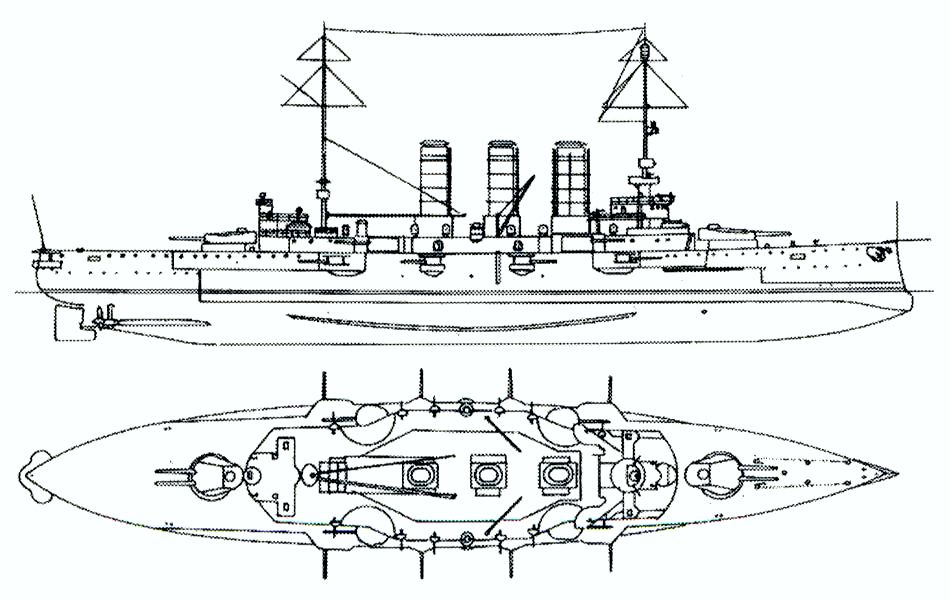
Панцерник класу «Ерцгерцог Карл»

Панцерники класу «Ерцгерцог Карл» — броненосці берегової оборони Австро-Угорщини, які створили на основі досвіду будівництва ескадрених панцерників класу «Габсбург». Наявні в Австро-Угорщині верфі не дозволили надто збільшити розміри, тоннаж панцерників, але вони мали достатньо надійний панцирний захист, розвивали доволі високу швидкість і мали доволі швидкострільну артилерію головного калібру, який проте поступався калібру гармат сучасних панцерників Британії, Франція, Німеччини.

## Історія
У 1902—1907 роках на верфі у Трієсті було збудовано три панцерники «Ерцгерцог Карл», «Ерцгерцог Фердинанд Макс», «Ерцгерцог Фрідріх». Були названі на часть генералісімуса доби наполеонівських війн Карла Людвіга Габсбурга, імператора Мексики Фердинанда Макса Габсбурга, головнокомандувача, фельдмаршала Фрідріха Австрійського, герцога Цешинського.

### Озброєння
240-мм гармати головного 40-калібру виготовила фірма «Шкода» за зразком гармати C/94 фірми Круппа. Вони вистрілювали 140-кілограмові набої на відстань 16,9 км. 190-мм гармати середнього калібру фірми «Шкода» вистрілювали 97 кг набої на 20 км. Гармати розвертались на 150° вправо чи вліво та вели стрільбу під кутами від -3° до 20°.
Протиторпедні 66 мм гармати вистрілювали 4,5 кг набої на 9,14 км та могли вести круговий обстріл під кутами від -10° до — 20°.
Чи не вперше на панцерниках використали 37-мм зенітні кулемети фірми «Вікерс», що могли вести круговий обстріл під кутом до 80° на відстані до 1,8 км.

### Війна
На час Першої світової війни панцерники використовувались мало. Брали участь 24 квітня 1915 в обстрілі узбережжя Італії, яка вступила у війну. Обстрілювали порт Анкона. Після завершення війни 1919 панцерники ненадовго перейшли до Югославії. Згодом за умовами мирного договору «Ерцгерцог Карл» передали Франції, яка продала його Італії для порізки на металобрухт (1920), а два інші потрапили до Великої Британії, де вони були пущені на злом (1921).